# Bulgaria bizantină
Bulgaria bizantină a fost o provincie (thema) în cadrul Imperiului Bizantin, întemeiată de împăratul Vasile al II-lea al Bizanțului, după ce la moartea țarul Ivan Vladislav Primul Imperiu Bulgar s-a desființat. Această subdiviziune bizantină s-a sfârșit cu Revolta lui Asan și Petru.

## Guvernare
Guvernarea provinciei stătea in nobili care conduceau sub Imperiul Bizantin, și erau vasali ai imperiului.Ultimul nobil la conducerea subdiviziunii era Petru al IV-lea al Bulgariei.
Nobilimii bulgare i se acorda onoruri mari de a conduce provincia.

## Revolta lui Asan și Petru
Trimiși de bulgari,nobili Petru și Asan se duc la împăratul bizantin să ceară drepturi,dar fiind batjocoriți de acesta,îi atrag pe bulgari și români, care sunt răsculați împotriva imperiului.Revolta a fost însă înăbușită,dar ei s-au întors și i-au învins pe bizantini,formânduse  Imperiu Vlaho-Bulgar.